# Lost Sirens
Lost Sirens —en español: Sirenas perdidas — es el noveno álbum de estudio de la banda New Order. Fue publicado el 11 de enero de 2013, por Rhino Entertainment . Es el último álbum con el bajista Peter Hook, quien dejó la banda en 2007, y el único álbum de New Order, jamás producido a partir de grabaciones de archivo actualmente. Las pistas inéditas que aparecen en el álbum fueron grabadas durante la producción de 2005 Waiting for the Sirens' Call, pero nunca llegaron a la versión final.
Lost Sirens tuvieron críticas en su mayoría positivas, y se vendieron 4.678 copias en su primera semana.

## Lista de canciones
Todas las canciones escritas y compuestas por Bernard Sumner, Stephen Morris, Peter Hook and Phil Cunningham. 
| N.º | Título                            | Duración |  |
| 1.  | «I'll Stay with You»              | 4:22     |  |
| 2.  | «Sugarcane»                       | 4:50     |  |
| 3.  | «Recoil»                          | 5:09     |  |
| 4.  | «Californian Grass»               | 4:35     |  |
| 5.  | «Hellbent»                        | 4:27     |  |
| 6.  | «Shake It Up»                     | 5:23     |  |
| 7.  | «I've Got a Feeling»              | 4:29     |  |
| 8.  | «I Told You So» (Crazy World Mix) | 5:06     |  |

## Posicionamiento en lista
| Lista (2013)                    | Posiciones |
| ------------------------------- | ---------- |
| Belgian Albums Chart (Flanders) | 192        |
| Belgian Albums Chart (Wallonia) | 155        |
| French Albums Chart             | 137        |
| German Albums Chart             | 68         |
| Scottish Albums Chart           | 27         |
| Swiss Albums Chart              | 74         |
| UK Albums Chart                 | 23         |

## Historial del lanzamiento
| País         | Lanzamiento         | Discográfica        |
| ------------ | ------------------- | ------------------- |
| Países Bajos | 11 de enero de 2013 | Warner Music        |
| Francia      | 14 de enero de 2013 | Warner Music        |
| Reino Unido  | 14 de enero de 2013 | Rhino Entertainment |
| Australia    | 18 de enero de 2013 | Warner Music        |
| Alemania     | 18 de enero de 2013 | Warner Music        |
| Italia       | 29 de enero de 2013 | Warner Music        |
| Japón        | 6 de marzo de 2013  | Warner Music        |